# Киндинова, Галина Максимовна
Гали́на Макси́мовна Кинди́нова (род. 28 марта 1944) — советская и российская актриса
 театра и кино, Заслуженная артистка Российской Федерации (1999).

## Биография
Галина Киндинова (тогда — Стецюк) родилась 28 марта 1944 года.
В 1967 году окончила школу-студию МХАТ (курс В. К. Монюкова). По окончании училища была принята в труппу МХАТа. После разделения театра в 1987 году в труппе Московского художественного театра им. А. П. Чехова.

## Семья
Муж — Евгений Киндинов (род. 1945), советский и российский актёр театра и кино, Народный артист РСФСР (1989). Дочь — Дарья Киндинова (род. 10.07.1985), окончила МГИМО, юрист—международник.

## Награды
- Медаль ордена «За заслуги перед Отечеством» II степени (17 января 2005 года) — за многолетнюю плодотворную деятельность в области культуры и искусства[3].
- Заслуженная артистка Российской Федерации (1 апреля 1999 года) — за заслуги в области искусства[4].[1].
- Благодарность Президента Российской Федерации (23 ноября 2009 года) — за заслуги в области культуры и многолетнюю плодотворную работу[5]
- Почётный деятель искусств города Москвы (29 мая 2014 года)[6]

## Творчество

### Роли в театре
- 1972 — «Нахлебник» И. С. Тургенева. Режиссёр: Г. Г. Конский — Ольга Петровна
- 1983 — «Амадей» П. Шеффера. Режиссёр: М. Розовский — Тереза, жена Сальери[7]
- 2001 — «Эвридика» Ж. Ануя. Режиссёр: Т. Чхеидзе — Эвридика[8]
- 2004 — «Лес» А. Н. Островского. Режиссёр: К. Серебренников — Бодаева Уара Кирилловна[9]
- 2015 —  «Деревня дураков» Натальи Ключарёвой. Режиссёр М. Брусникина — Самогонщица Алевтина[10]

### Роли в кино
- 1968 — Скучная история. Из записок старого человека
- 1972 — Нахлебник
- 1972 — Приваловские миллионы — Надежда Васильевна Бахарева
- 1977 — Талант — Маша, сестра Бережкова
- 1977 — Личное счастье — Анечка, секретарша Стишилова
- 1978 — Сладкоголосая птица юности — Хэвенли
- 1980 — Мятеж
- 1989 — Татуированная роза — Эстелла Хогенгартен
- 2013 — Прокурорская проверка  — Василиса Ивановна